# Опаленица
Опаленица (пол. Opalenica) — город в Польше, входит в Великопольское воеводство, Новотомыский повят. Имеет статус городско-сельской гмины. Занимает площадь 6,42 км². Население 9077 человек (на 2004 год).

## Интересные факты
На Евро 2012 в городе была размещена сборная Португалии.